# Locsmánd

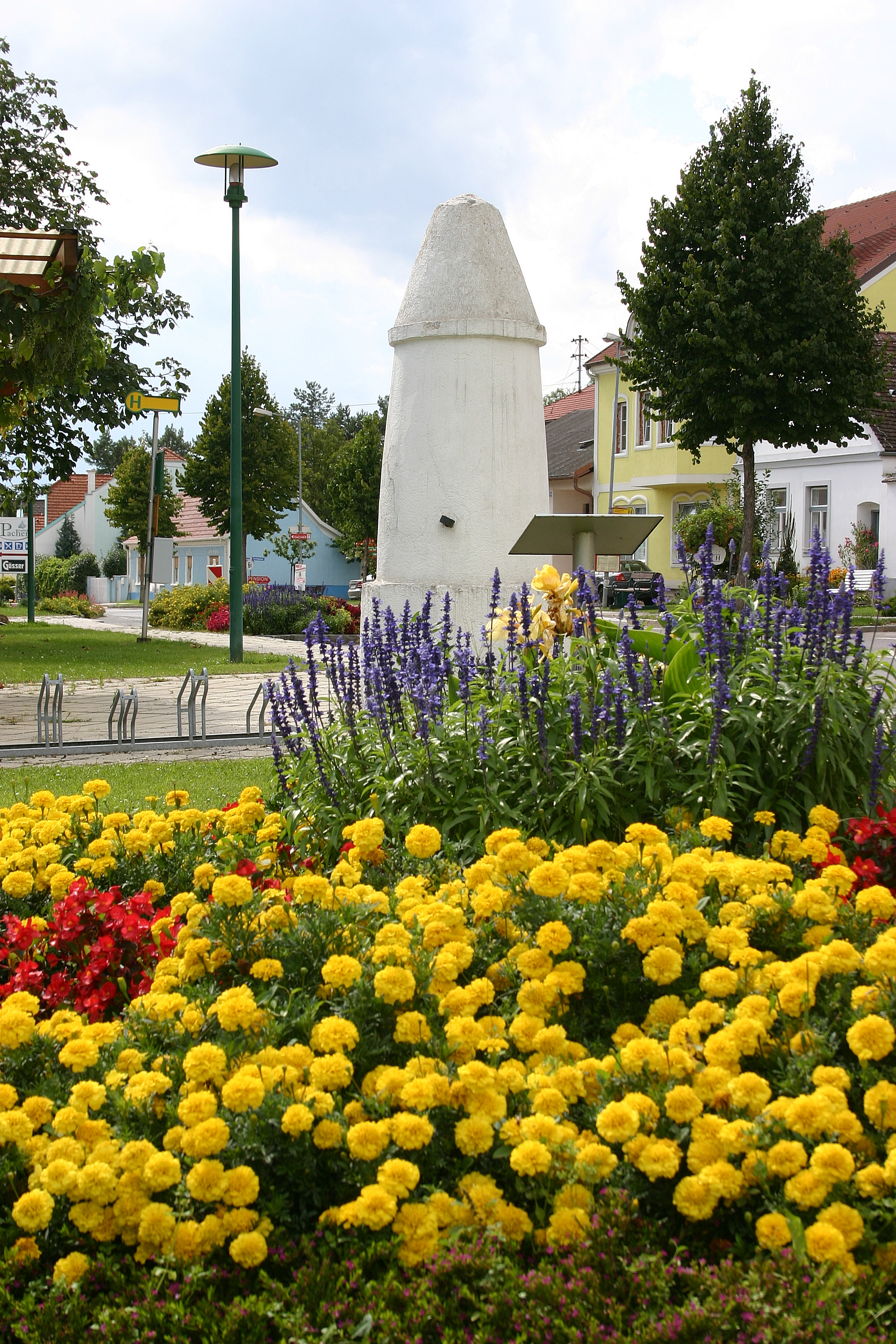
A pellengér Locsmánd főterén

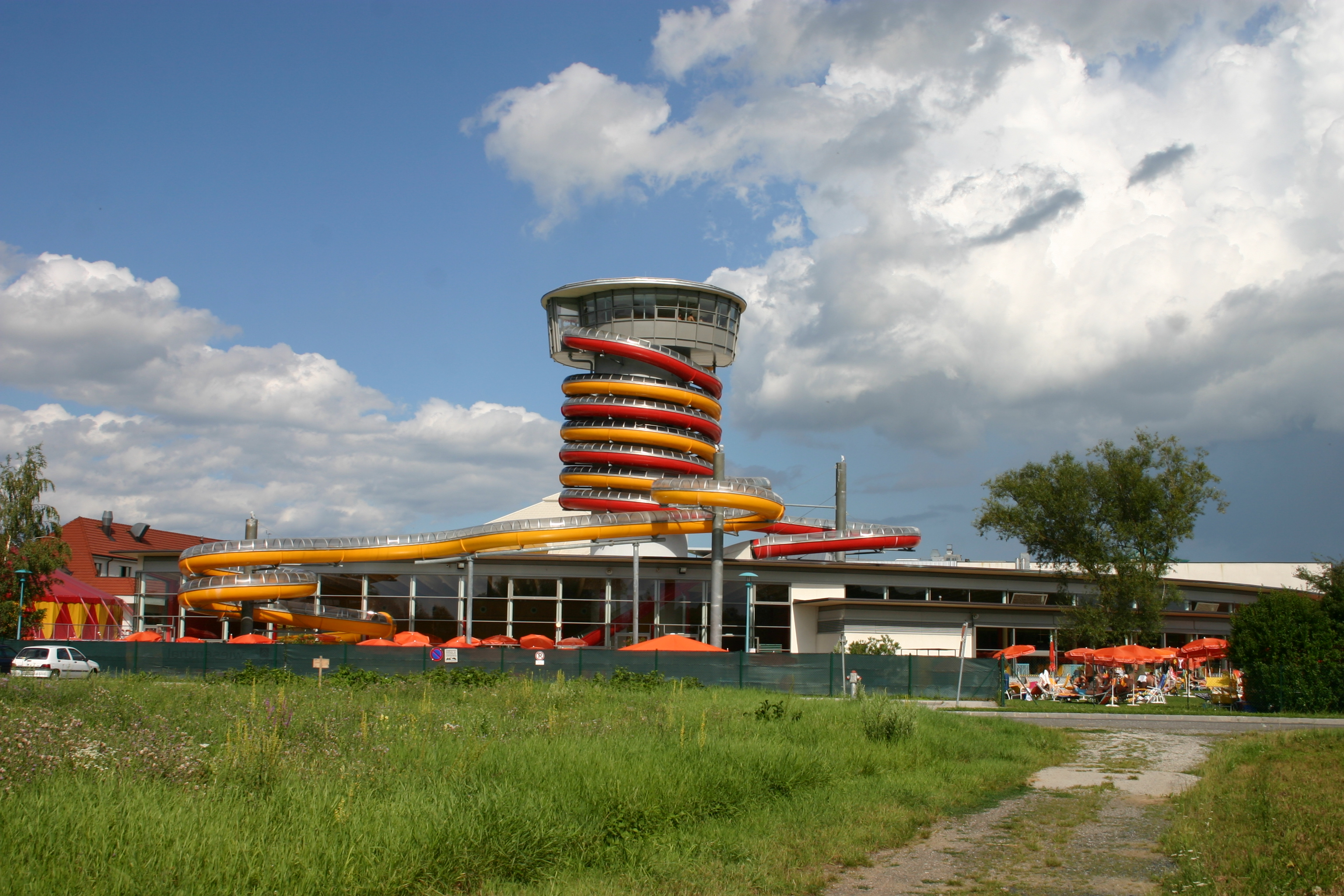
A locsmándi gyógyfürdő

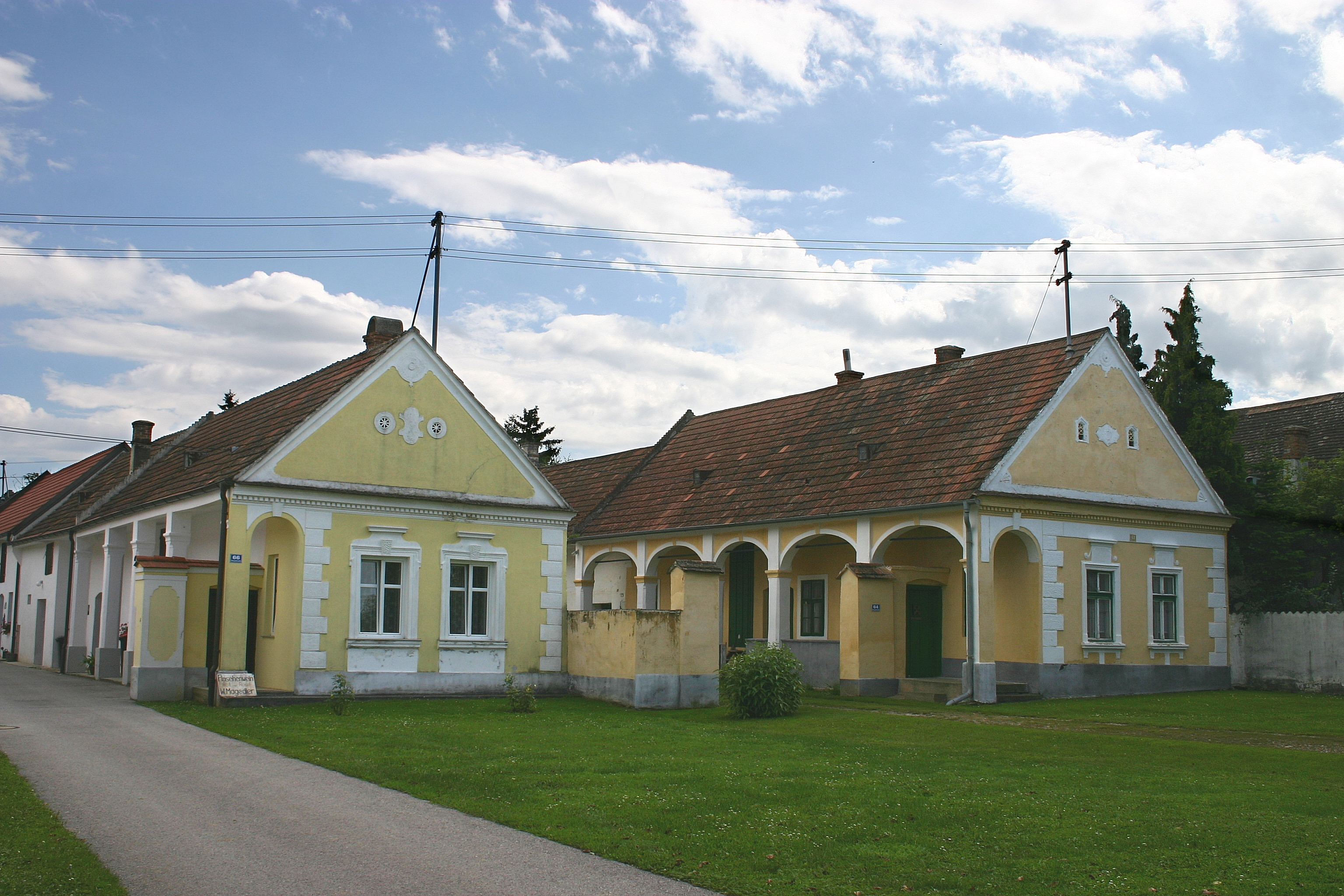
Régi házak Locsmándon

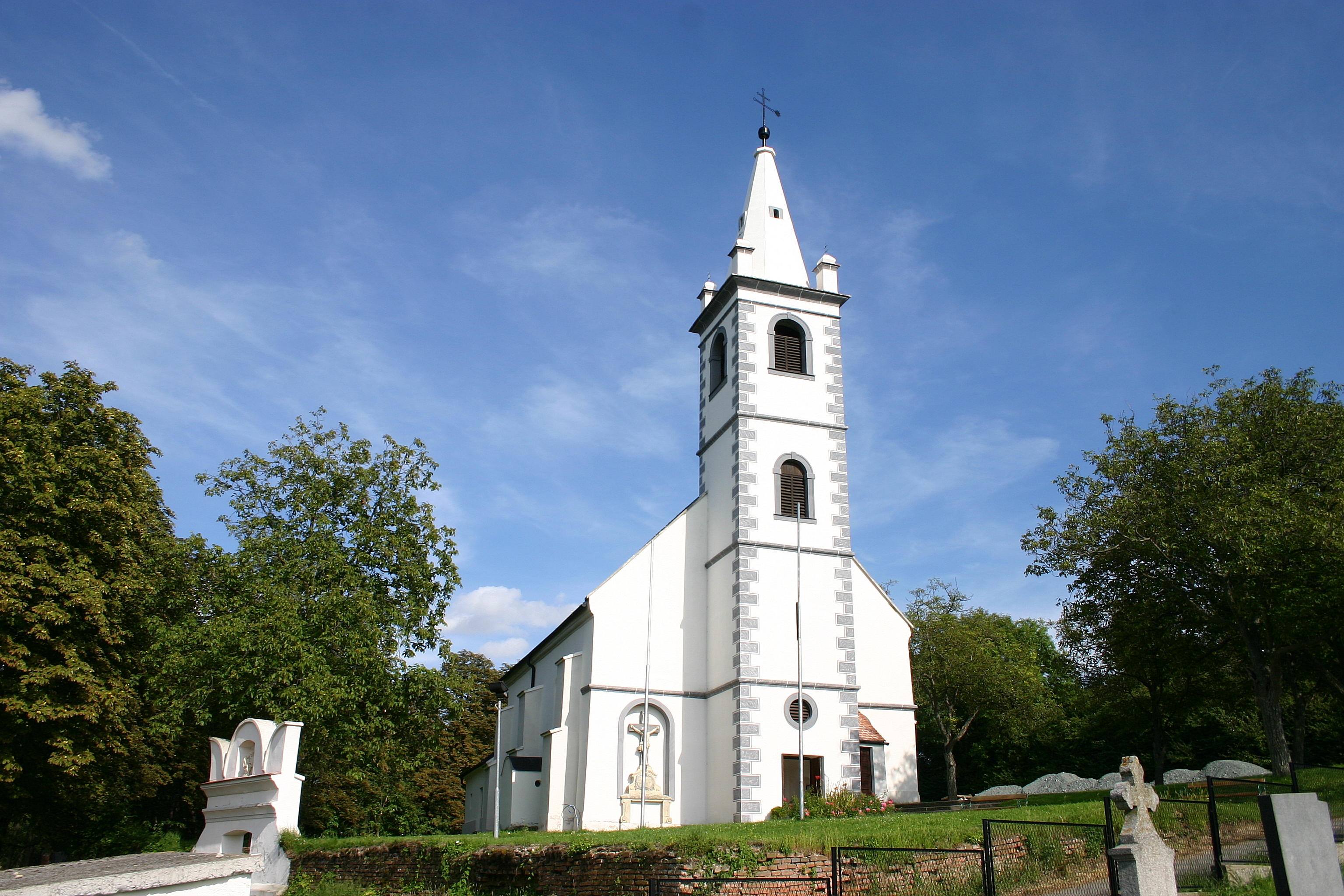
A római katolikus templom a „Veitkirche”

Locsmánd (németül: Lutzmannsburg) mezőváros Ausztriában, Burgenland tartományban, a Felsőpulyai járásban.

## Fekvése
Felsőpulyától 11 km-re délkeletre, Zsira központjától 1,5 km-re fekszik. Zsira és Locsmánd a Napfürdő (németül: Sonnentherme) fejlesztésének eredményeként egyre inkább összeépül, melyet a schengeni egyezmény életbelépése is felgyorsított.
A kataszteri közösségek Lutzmannsburg és Répcemicske.

## Nevének eredete
Neve a német Lutz (= Lajos) személynévből származik és egy Lutz nevű személy várára utal. (Ófelnémet Liuzmannes.)

## Története
Locsmánd története a régészeti leletek alapján közel háromezer évre nyúlik vissza. A római korban ez a terület Pannónia tartomány része volt. A mai Locsmánd területén ebben az időben nagyméretű római település állt, ahol fejlett szőlőművelés és bortermelés folyt. A népvándorlás idején gótok, hunok, longobárdok, avarok és szlávok után a 8. század végén Nagy Károly császár hódította meg ezt a területet és 796-tól a Dunától a Balatonig terjedő terület a salzburgi érsekség fennhatósága alá került. A magyar honfoglalás után csatlakozott határőr népeket telepítettek ide, majd Szent István király a Gizella királynéval érkezett bajor nemeseknek adott itt birtokokat.
Locsmándot 1156-ban II. Géza király oklevelében „Villa nomine Lusman” néven említik először. Ebben a király Locsmándot szolgálataiként Gottfried és Albrecht német lovagoknak adja. 1171-ben „Villa Luchman”, 1206-ban „Luchman”, 1263-ban „Poss. Luchman”, 1275-ben „Lutschman”, 1361-ben „Opidum Luczman”, 1365-ben „Luchusperg”, 1387-ben „Leuczmanspurkch”, 1389-ben „Luchman”, 1391-ben „Villa regalis Luchman”, 1392-ben „Poss. Luchman”, 1441-ben „Loczman”, 1450-ben „Lwczman”, 1455-ben „Loczman”, 1461-ben „Luczlanpurg”, 1475-ben „Poss. Lazman”, 1481-ben „Poss. Lochman” alakban szerepel a korabeli okiratokban.
Locsmánd az 1156-os királyi adományozáskor vásártartási jogot is kapott, ezzel a mai Várvidék legrégibb ilyen joggal rendelkező települése lett. Egykori vára 1171-ben már állott, csekély maradványai a templomdombon, a Kirchbergen találhatók. Locsmánd kiváló kézműveseinek, kiterjedt borvidékének, szántóinak és legelőinek, gazdag piacának köszönhetően számtalan kiváltságot élvezett. Fekvése és a Répce számtalan ága miatt természetes védelemmel rendelkezett. A vár ebben az időben várispánság és Locsmánd várispánság székhelye. A 12. század közepétől a Gős (vagy Fraknói) család birtoka. Locsmánd vármegye eredetileg két jelentősebb tájegységre, a Rábaközre, illetve Sopron környékére terjedt ki. A Rábaközben lévő Kapuvár központú besenyő határvédelmi rendszerhez előbb Sopron, majd Locsmánd várispánsága csatlakozott. Locsmánd megye központja Locsmánd vára volt, melyhez három határmenti vár, Kabold, Lánzsér és Kirchschlag tartozott. A Locsmánd vára körüli összesen nyolc szolgálófalu volt. A vár az osztrák-magyar határmenti harcokban pusztult el, 1263-ban már lakhatatlan állapotban állt. Locsmánd vármegyét pedig a 14. század elején Sopron vármegyéhez csatolták. Mára a vár falaiból semmi sem maradt, sáncaiból a régészeti feltárásoknak köszönhetően két nagyobb szakasz látható.
Locsmánd plébániája már 1242-ben létezett. A 15. században a korábbi Gős-birtokot a laki Kissek, a Lakiak, majd az Egerváriak kapták. Más részei királyi birtokok lettek, majd királyi adományként 1392-ben Garai Miklós tulajdonába kerültek. 1441-ben ez a rész Kőszeg várának tartozéka és vele együtt 1445-ben III. Frigyes német-római császáré lett, de volt itt birtoka a borsmonostori apátságnak is.
1529-ben és 1532-ben elpusztította a török, de újjáépítették.
Lakói 1570 körül evangélikusok lettek, katolikus plébániáját csak 1674-ben alapították újra, amikor plébániatemplomát is teljesen újjáépítették. II. József császár türelmi rendelete 1781-ben az evangélikus templom felépítését is lehetővé tette, mely a település központjában áll. 1630-ban a Marczaltői családnak kastélya állt itt. A települést 1813-ban és 1814-ben két egymást követő nagy árvíz szinte teljesen elpusztította. Ezután a házak a Répce északi oldalán magasabban fekvő részekre épültek. A piacot a Vármegye utcai (Komitatstrasse) kiemelkedésre, mintegy 200 méterrel nyugatra helyezték át.
Vályi András szerint „LOCSMÁND. Lutsmansburg. Letsburg. Német mező Város Sopron Várm. földes Ura H. Eszterházi Uraság, lakosai katolikusok, és evangelikusok, fekszik Soprontól 3 1/8 mértföldnyire, határja rozsot, búzát, árpát, zabot, és pohánkát terem.”
Fényes Elek szerint „Locsmánd, németül Lutschmannsburg, német m. város, Sopron vmegyében, Sopronhoz délre 2 1/2 mfd., 290 kath., 890 evang. lak. Kath. és evang. anyaegyházakkal. Van 1856 hold szántóföldje, 172 h. rétje, 30 h. legelője, 179 csöbör szántófölde a hegyen, (egy csöbörbe egy pozsonyi mérőt vetnek), 379 h. szőlőhegye, 900 h. erdeje. Földének harmadrésze kövecses, 1/3 mocsáros, 1/3 jó és első osztálybeli, malmok a Répcze vizén. Birja h. Eszterházy.”
1898-ban a település hivatalos neve is Locsmánd lett. 1910-ben 1829 fős népességében, többségben voltak a német lakosok 1483 fővel, magyar ajkú 318, horvát 19 fő volt. A települést érintő Sárvár–Répcevis–Felsőlászló-vasútvonalat 1913. november 9-én nyitották meg és a személyforgalomban 1933. május 14-éig üzemelt, majd a második világháború végéhez közeledve a pályát az osztrák oldalon a határig felszedték.
A trianoni békeszerződésig Sopron vármegye Felsőpulyai járásához tartozott, 1921-től a trianoni és saint germaini békeszerződések értelmében Ausztria részeként ugyanezen járás része Burgenlandban. 1945 után a kiépített vasfüggöny a települést keletről és délről elzárta a szomszédos falvaktól. 1956 novemberének második felében Magyarországról számos menekült itt lépte át a határt. Népessége a falu elzártsága miatt erősen fogyott. 2001-ben 944 fős lakosságából 855 fő német, 51 magyar, 20 horvát nemzetiségű volt.
1989-ben a vasfüggöny elbontását követően Zsira felé gyalogos átkelőhely létesült. 1994-ben a határ közelében felépült az új gyógyfürdőközpont. 2009. augusztus 30-án megtartott népszavazás eredményeként a határátlépési lehetőséget a gépjárművek számára is megnyitották.
2018. június 8-án megnyitották a fürdőt elkerülő utat a forgalomnak, lezárva a gépjármű forgalom előtt a fürdő mögötti Zsira felé menő utat.

### Napfürdő
A határnyitást követően kezdődött el a melegvízre alapozott fejlesztések előkészítése a község határában, Zsira mellett. A vállalkozásban 95 %-ban Burgenland tartomány, 2,5-2,5%-ban Locsmánd és Répcesarud-Alsópulya önkormányzata lett a tulajdonos. 1993-ban indult az építkezés, melyet 1994. szeptember 17-én követett az átadás.
A névválasztás a legnaposabb osztrák régió okán esett a „Napfürdő”-re (németül: Sonnentherme). 1997-ben a termálvíz megkapta a „gyógyvíz” minősítést. 1999-ben és 2003-ban további pénzeket fektettek be az időközben a burgenlandi turizmus egyik zászlóshajójává váló létesítménybe.1995 és 2006 között, 46,3 millió eurót költöttek fürdő fejlesztésre, ebből 19,5 millió euró EU-s forrás volt. A fürdő 1.581 m² vízfelülettel rendelkezik, 44.367 m² terület tartozik hozzá, amelyből 6.918 m² beépített. A fürdő körül jelentős szállodák épületek fel, kerékpárutak, sportterületek alakultak, szolgáltatások jöttek létre egy komplex fejlesztés keretében.

## Nevezetességei
- Szent Vid tiszteletére szentelt római katolikus temploma középkori eredetű, de a leletek tanúsága szerint korábbi római épületek alapjaira épült, 1242-ben már állt. Eredetileg az ispánsági vár temploma lehetett. A 15. században gótikus stílusban építették át. 1674-ben barokk stílusban újjáépítették. Mai formáját a 18. században nyerte el, amikor tornya is készült. Főoltára neogótikus, mellékoltárai barokk stílusban készültek.
- Az ispánsági vár valamikor a templom körül a Kirchbergen állt, melyet ma szinte teljesen elfoglal a templom és a temető. Az egykori várból csak sánc kevés maradványa látszik. A temető kiterjesztése során hatalmas mennyiségű régészeti lelet semmisült meg. Az 1955-óta tartó ásatások során a sánc két részletén kívül számos római cseréptöredék, leégett cölöpsor nyomai, rengeteg vashulladék és kiégett föld került elő. A templom magja alól több épület alapfalai kerültek elő. A vár bejáratát nyugat felől egy kaputorony őrizte, mely a 18. században még állt, valószínűleg az 1813-as árvíz során a falu házaival együtt pusztult el. Nagyjából a mai népiskola helyén állt.
- Evangélikus temploma 1781 és 1784 között épült. Mai formáját 1846 és 1848 között az átépítés során nyerte el.
- A középkori ítélkezési jog emléke a főtéren álló pellengér.
- Napfürdő.
- Szent József-oszlopa 1698-ban készült.
- A Szentháromság-oszlopot a 18. században készítették.

## Híres emberek
- Locsmándon volt főesperes Kölkedy Mihály római katolikus hittudós, kanonok, teológiai író.

## Képgaléria

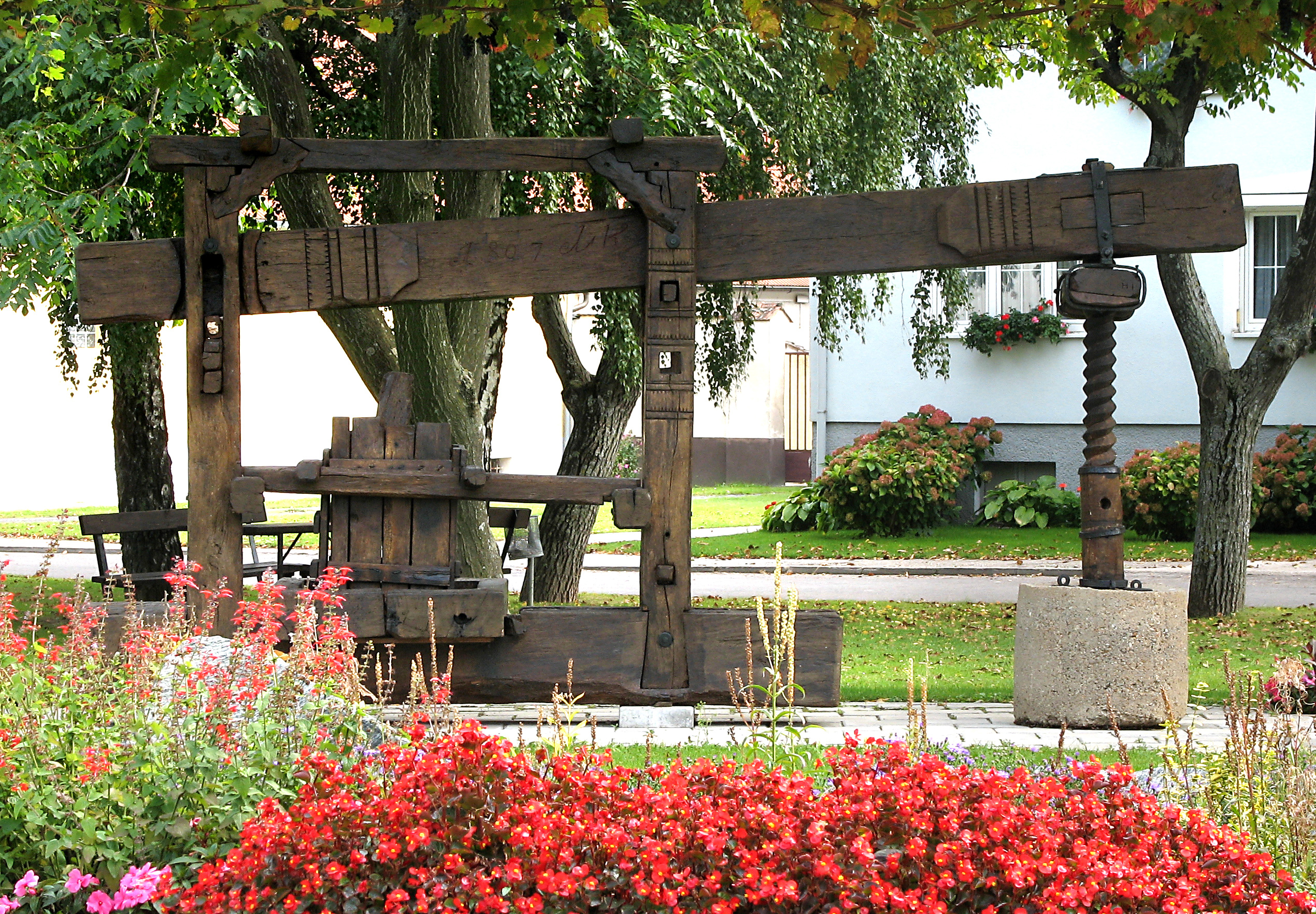
Régi szőlőprés
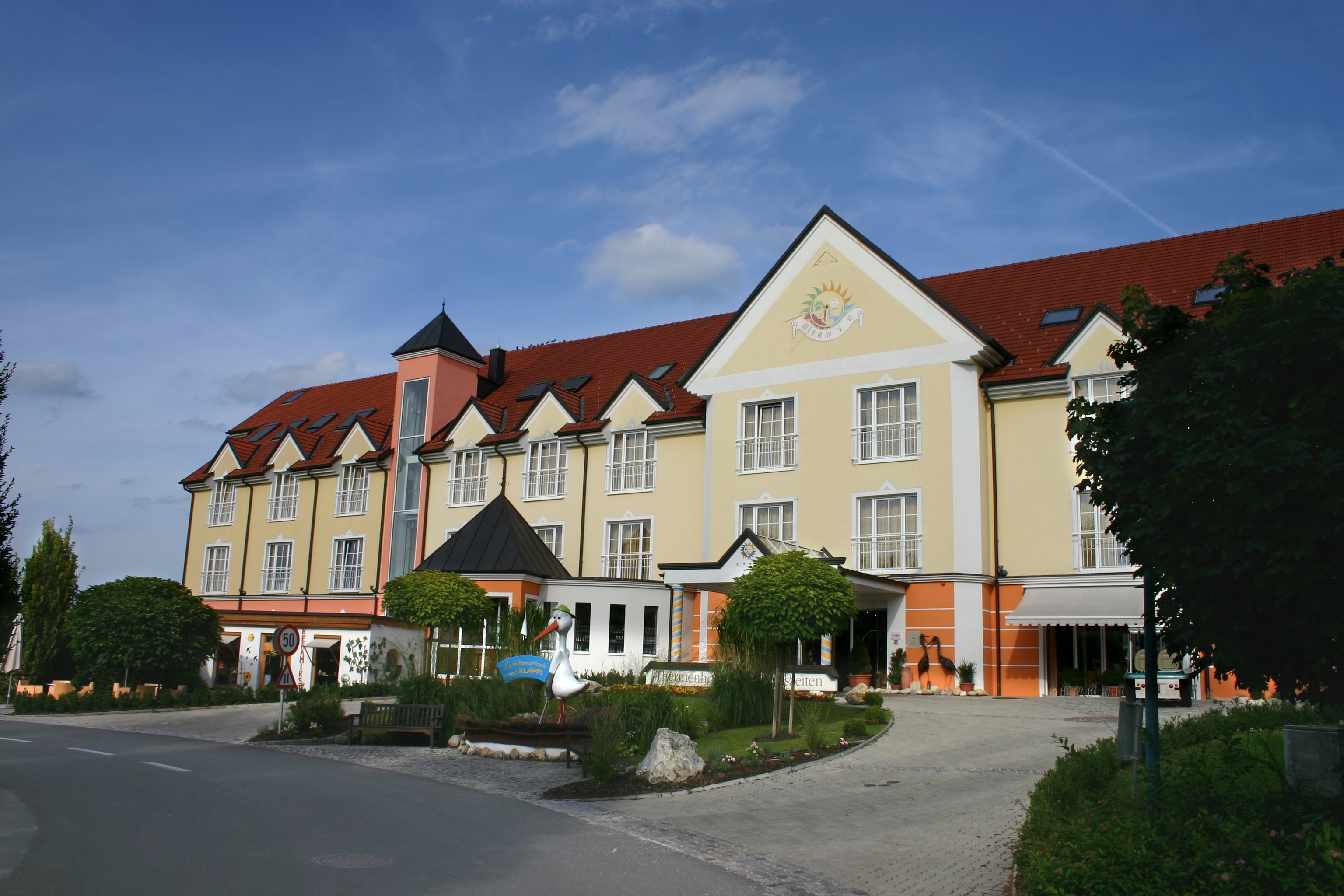
A gyógyszálló épülete
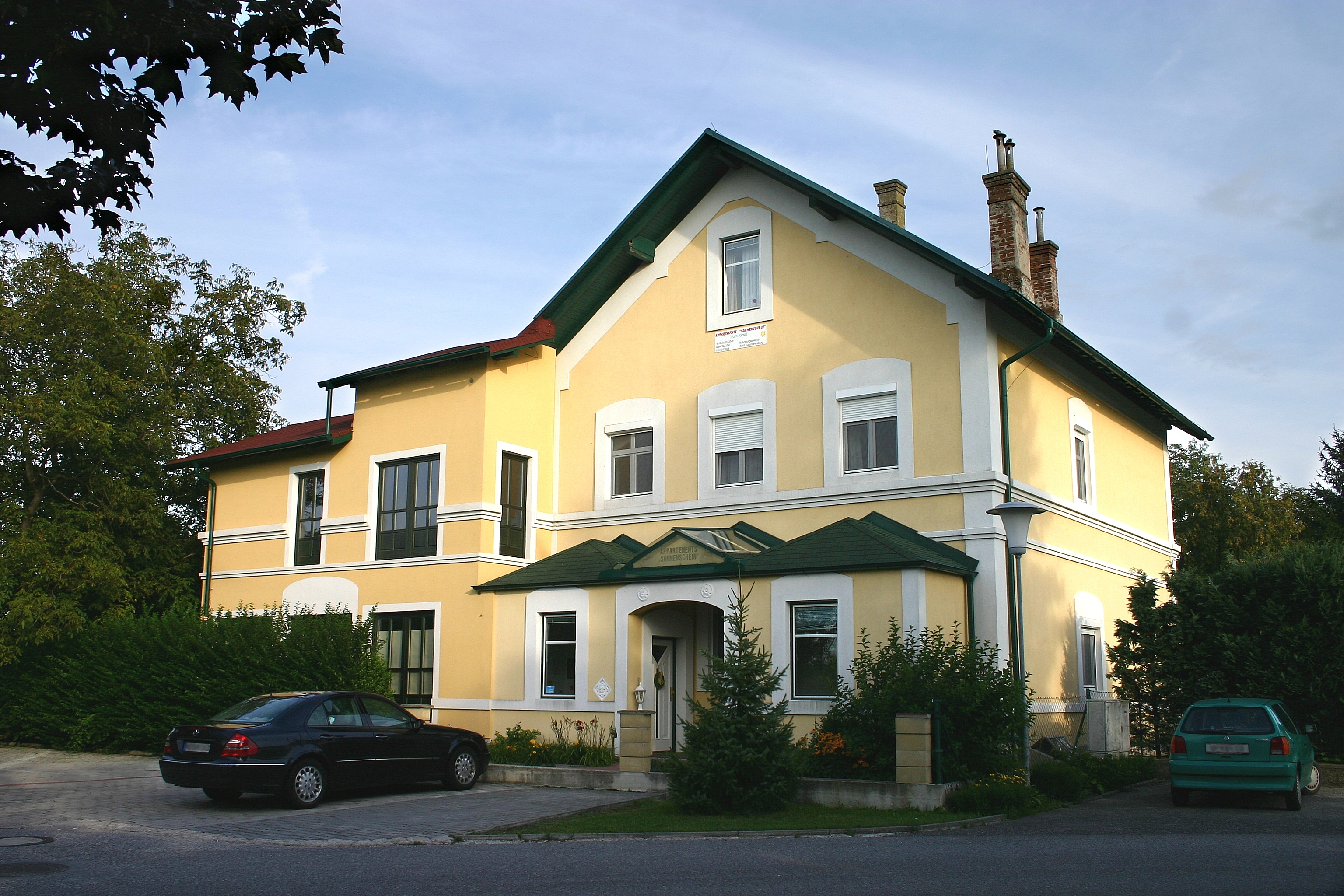
Az egykori vasútállomás a Sárvár–Répcevis–Felsőlászló-vasútvonalon
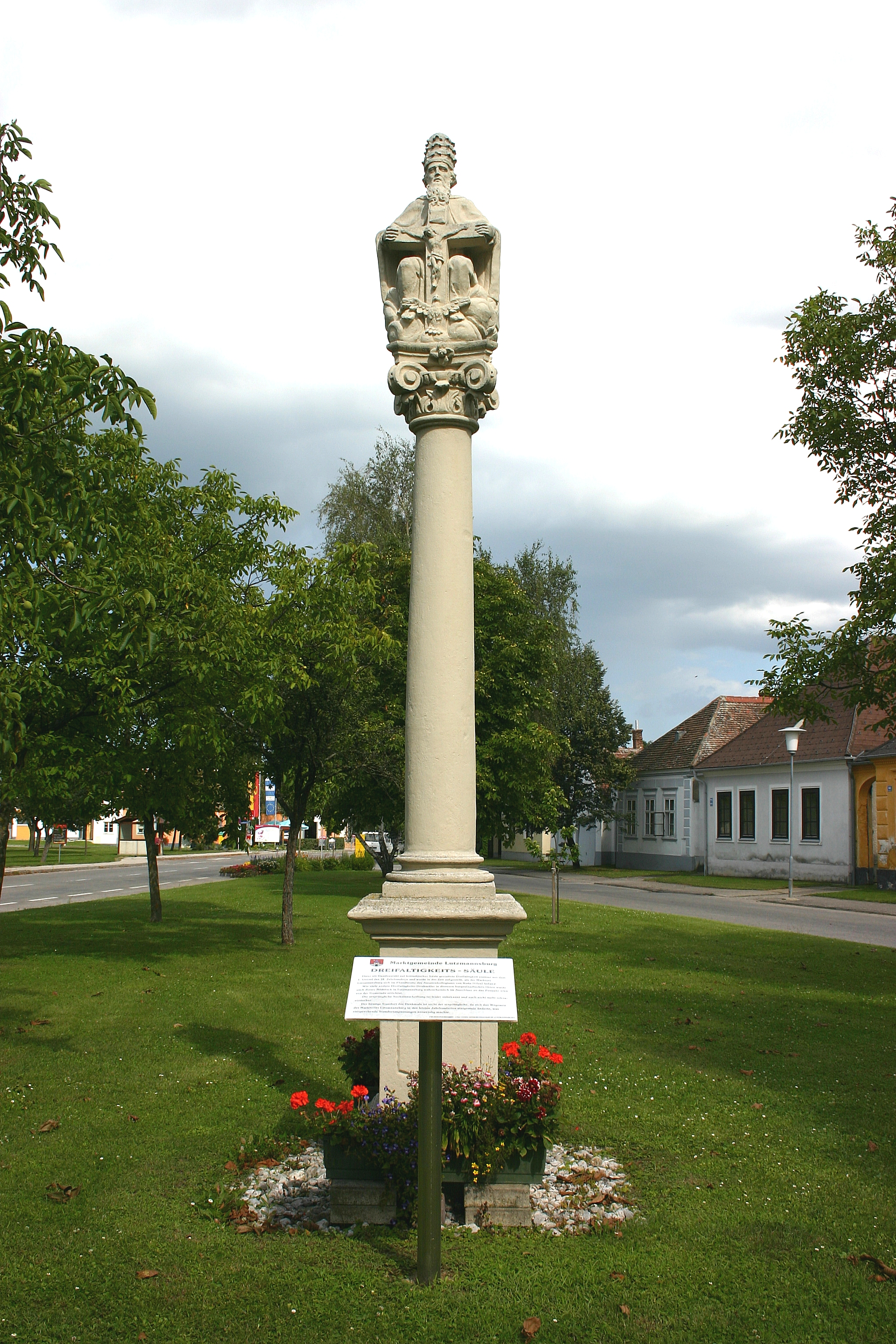
A Szentháromság-oszlop
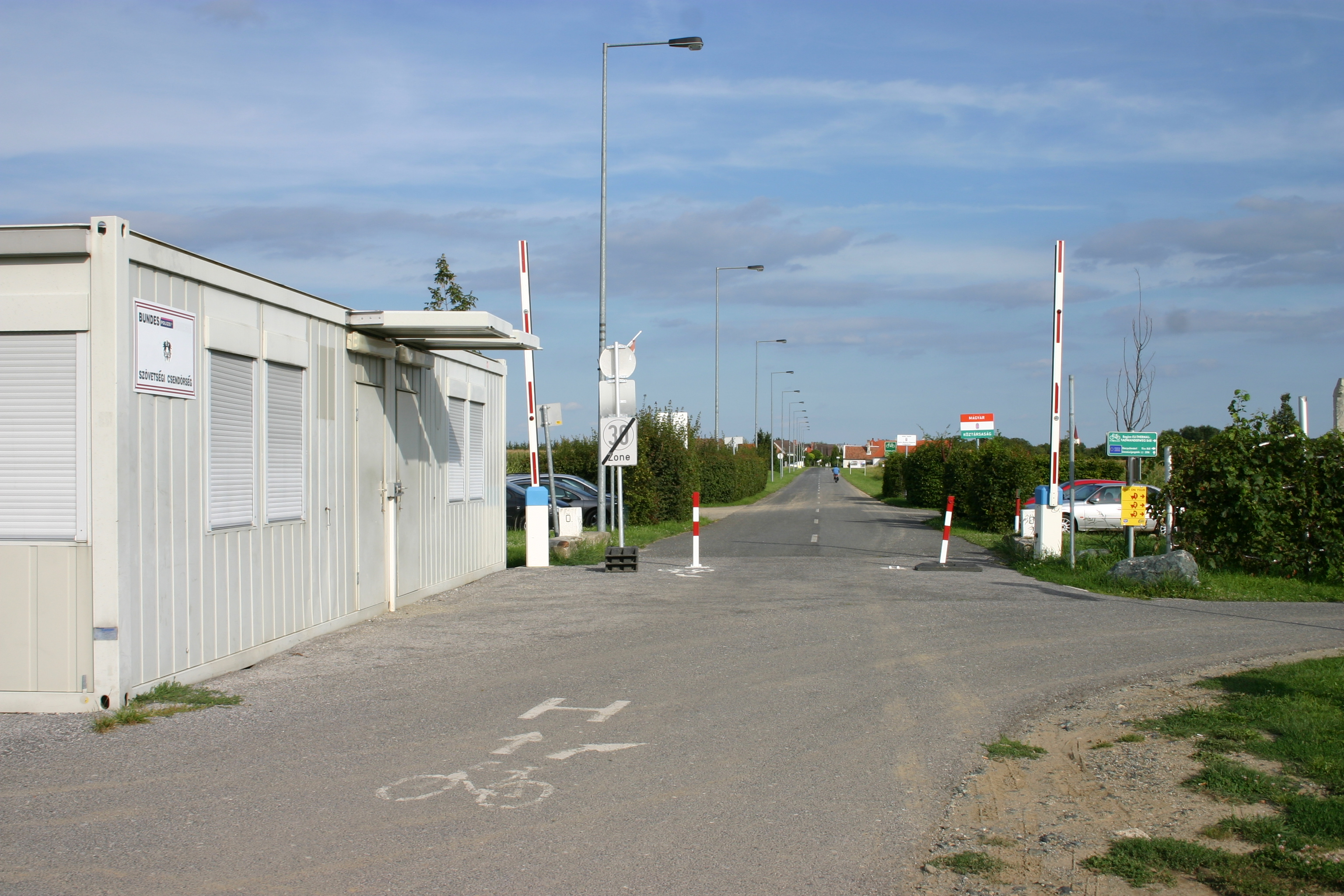
Az államhatár 2008-ban, az egykori átkelő mára elbontott épületeivel
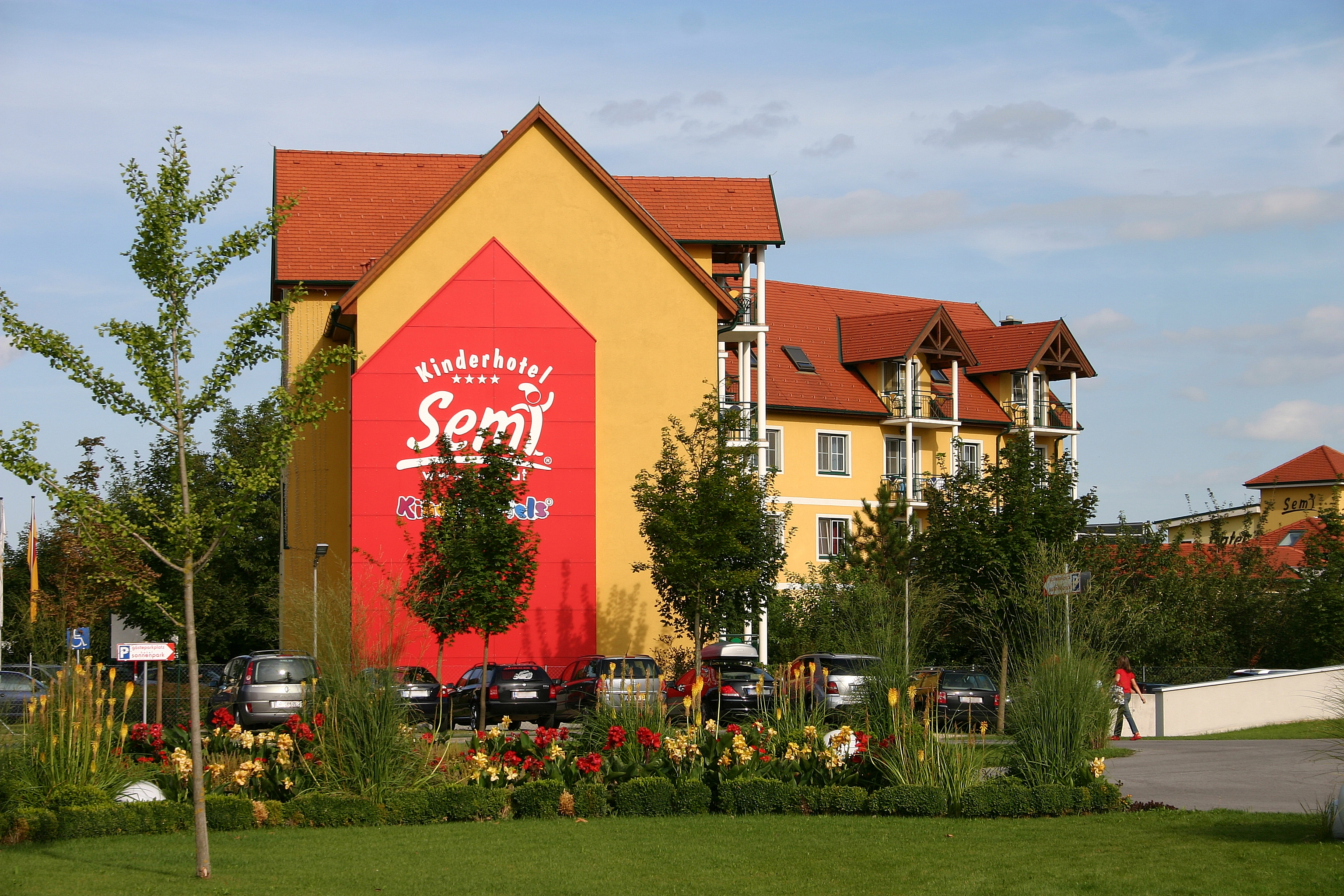
A Gyermekszálló
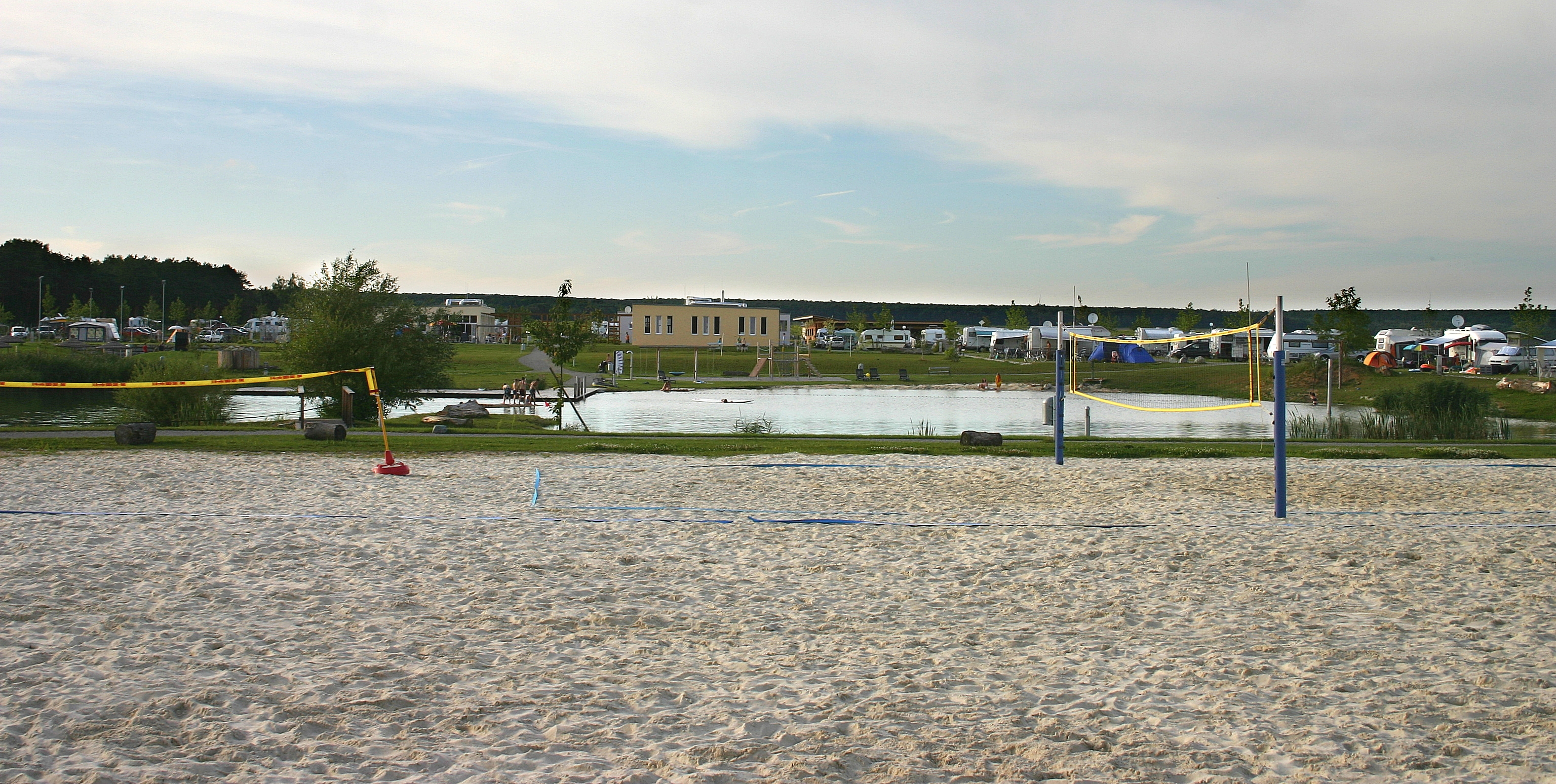
A kemping
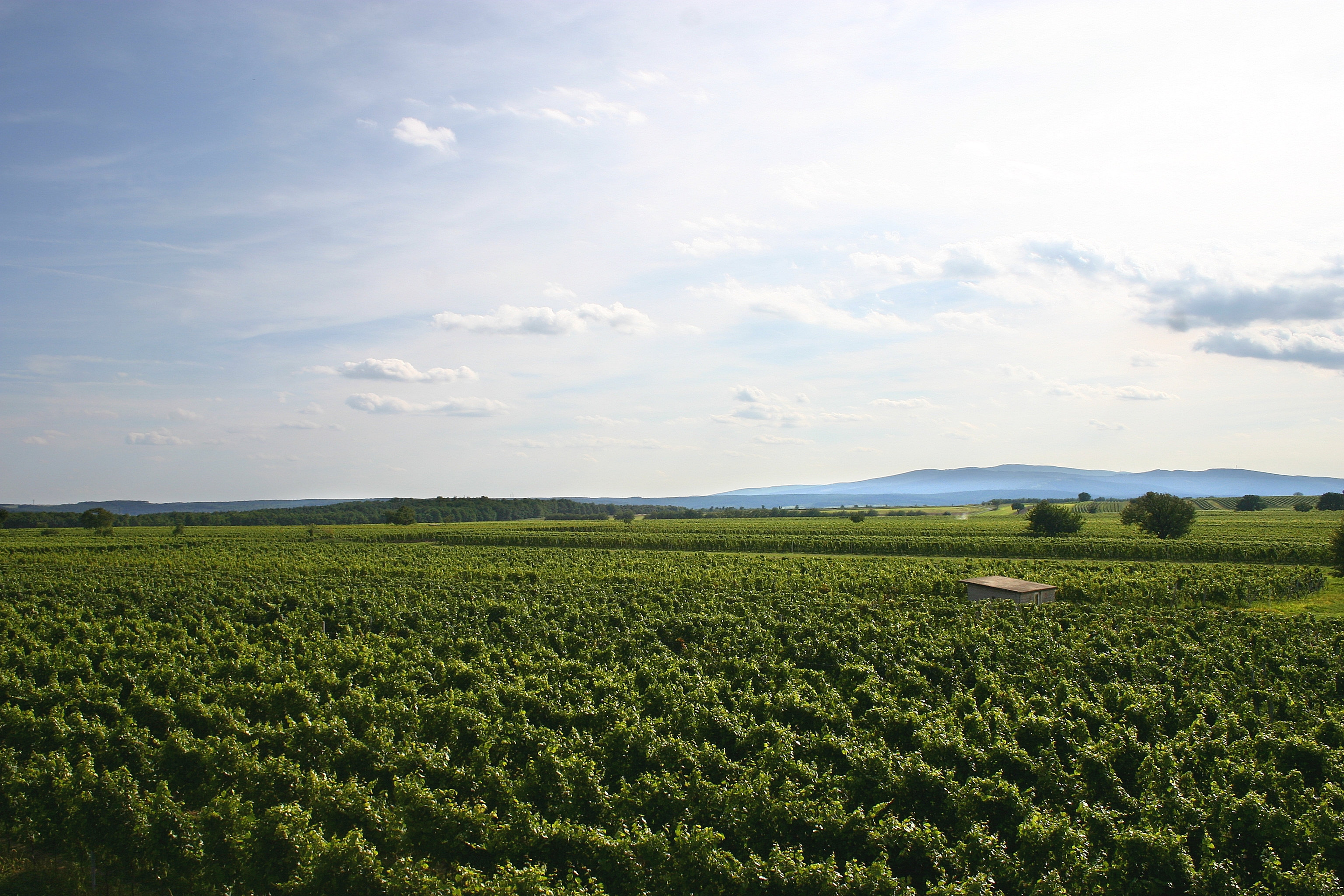
Szőlőültetvények Locsmándon